# كوس (وحدة)
الكوس (بالهندية: कोस)، هو وحدة قياس مشتقة من مصطلح سنسكريتي "क्रोश krośa"، الذي يعني 'صوت'، حيث كانت هذه الوحدة تُستخدم لتمثيل المسافة التي يمكن فيها سماع صوت إنسان آخر. إنها وحدة قياس قديمة في الهند الجنوبية، وكانت قيد الاستخدام منذ عام 4 قبل الميلاد على الأقل. وفقًا للأرثاشاسترا، فإن "كروشا" أو "كوس" يعادل حوالي 3,000 متر (9,800 قدم).
تحويل آخر يستند إلى الإمبراطور المغولي أكبر، الذي قام بتوحيد الوحدة إلى 5000 جز في كتاب "آئين أكبري". قام البريطانيون في الهند بتوحيد جزء أكبر من الإمبراطور أكبر إلى 33 إنشًا (840 ملم)، مما يجعل الكوس تقريبًا 4,191 مترًا (13,750 قدم). تحويل آخر اقترح أن يكون الكوس تقريبًا 2 ميلا إنجليزيًا.
يعتمد التحويل الآخر على الإمبراطور المغولي أكبر، الذي قام بتوحيد الوحدة إلى 5000 جوز في عين أكبري . قام البريطانيون في الهند بتوحيد حجم جز أكبر إلى 33 بوصة (840 مـم)، مما يجعل كوس حوالي 4,191 متر (13,750 قدم). اقترح تحويل آخر أن يبلغ طول كوس حوالي 2 ميل إنجليزي.

## وحداتالأرثاشاستراالقياسية

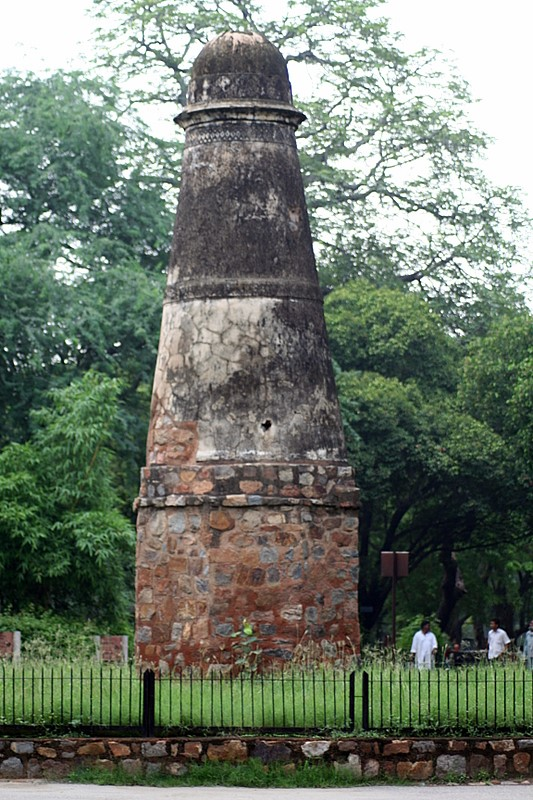
(كوس مينار في دلهي).

"أرثاشاسترا: الفصل العشرون. "قياس المسافة والزمن"، المؤلف في القرن الرابع قبل الميلاد بواسطة تشاناكيا(فيشنوجوبتا كاوتيليا)، يحدد هذا التفكيك القياسي لوحدات الطول الهندية. "
- 1 أنجول (العرض التقريبي للإصبع) = 3⁄4 of an بوصة (19 مـم) تقريبًا.
- 4 أنجول = 1 دانورجراه (قبضة القوس) = 3 بوصة (76 مـم)
- 8 أنغول = 1 دانورموشتي (القبضة مع رفع الإبهام) = 6 بوصة (150 مـم)
- 12 أنجول = 1 فيتاستا (مسافة راحة اليد الممدودة بين أطراف إبهام الشخص والإصبع الصغير) = 9 بوصة (230 مـم)
- 2 فيتستا (من طرف المرفق إلى طرف الإصبع الوسطى) = 1 أراتني أو هاست (ذراع أو هاث) = 18 بوصة (460 مـم)
- 4 أراتني (هاث) = 1 داند أو دانوش (قوس) = 6 قدم (1.8 م) ؛
- 10 دان = 1 راجو = 60 قدم (18 م)
- 2 راجو = 1 باريديش = 120 قدم (37 م)
- 10 راجو = 1 جوروتا =219 يارد (1/8 ميل؛ 200 م)
- 10 جوروتا = 1 كروشا/كوس = حوالي 3,350 يارد (3,060 متر؛ 1.90 ميل)

## التحويل إلى وحدات النظام الدولي والوحدات الإمبراطورية
"الكوس" قد يُشير أيضًا إلى ما يقرب من 1.8 كيلومتر (1.1 ميل). وحدة الكوس أو الكروشا القياسية وفقًا لأرثاشاسترا تُعادل تقريبًا 3075 مترًا في وحدات النظام الدولي، و1.91 ميلًا في وحدات النظام الإمبراطوري.

## استخدام الكوس
توجد أدلة على الاستخدام الرسمي لوحدة الكوس من العصور الفيدية إلى عصر المغول. الأشخاص المسنين في العديد من المناطق الريفية في شبه القارة الهندية لا يزالون يشيرون إلى المسافات من المناطق القريبة باستخدام وحدة الكوس. تقاس معظم دوائر الباريكراما الدينية الهندوسية بالكوس، مثل دورة باريكراما البالغة 48 كوس في كوروكشيترا. على جوانب الطرق القديمة في الهند، خاصة على الطريق الكبيرة القديمة، يمكن للمرء العثور على أبراج الكوس أو علامات الميل من القرن السادس عشر إلى أوائل القرن الثامن عشر، والتي شُيِّدت على مسافات تقدر بأكثر من ميلين.

## اقرأ أيضاً
- قائمة وحدات القياس العرفية في جنوب آسيا